# Come Home
«Come Home» (рус.  Вернись домой) — второй сингл рок-группы Placebo. Сингл включает в себя ускоренную версию трека «Come Home» с дебютного альбома группы и два бисайда.

## История концертных исполнений
Песня была частью репертуара группы до релиза альбома и регулярно исполнялась до турне Black Market Music. С 2006 года она иногда появляется в сет-листах. «Come Home» и «Bruise Pristine» больше всего любил исполнять бывший барабанщик группы Роберт Шульцберг.

## Список композиций
| №  | Название              | Длительность |
| -- | --------------------- | ------------ |
| 1. | «Come Home»           | 4:40         |
| 2. | «Drowning By Numbers» | 2:59         |
| 3. | «Oxygen Thief»        | 3:36         |

| №  | Название              | Длительность |
| -- | --------------------- | ------------ |
| 1. | «Come Home»           | 4:40         |
| 2. | «Drowning By Numbers» | 2:59         |

## Позиции в чартах
| Чарт             | Высшая позиция |
| ---------------- | -------------- |
| UK Singles Chart | 103            |